# 627
627 (DCXXVII) var ett normalår som började en torsdag i den julianska kalendern.

## Händelser

### December
- 12 december – Slaget om Nineve: Kejsar Heraclius besegrar perserna och avslutar de Romersk-persiska krigen.

### Okänt datum
- Edwin av Northumberland mottager dopet.
- Slaget vid vallgraven utanför Medina vinns av Muhammed och hans anhängare och leder till muslimernas massaker och förslavande av den judiska stammen Banu Qurayza.

## Födda
- Cui Zhiwen, kejsare i Tangdynastin.

## Avlidna
- Sichilde, frankisk drottning.